# Silvia Sanz Torre
Silvia Sanz Torre (Madrid) és una directora d'orquestra. És la directora titular de l'Orquestra Metropolitana de Madrid.

## Biografia
Va fer estudis superiors de música a Madrid en les especialitats de guitarra, piano, harmonia, contrapunt, fuga, composició i direcció d'orquestra (amb el professor Enrique García Asensio). També va rebre classes de Helmuth Rilling i Aldo Ceccato, entre d'altres.
Durant la temporada 1993/1994 va ser la directora assistent a l'Orquestra i Cor Nacionals d'Espanya.
Ha dirigit una gran quantitat de concerts a l'Auditori Nacional de Música de Madrid, així com també ha dirigit nombroses orquestres i cors de diferents països d'Europa, Amèrica, Àfrica i Àsia: Gächinger Kantorei Stuttgart, Bach Collegium, Jove Orquestra Nacional d'Espanya (JONDE), Orquestra Ciutat de Granada, Real Filharmonia de Galícia, Orchestra della Cittá di Saluzzo (Itàlia), I Musici Brucellensis (Bèlgica), Camerata Antonio Vivaldi (Romania), CVUT (Orquestra Simfònica de la Universitot Politècnica de Praga), Orquestra Simfònica Chamartín (directora titular 2000-2011), Banda Simfònica Municipal de Sevilla, Banda Simfònica Municipal de Madrid, Orquestra Ciutat d'Almeria, Orquestra del Festival de Sarsuela de Tenerife, Orquestra Simfònica d'Eivissa, The Eskisehir Symphony Orchestra (Turquia), The Bilkent Symphony Orchestra (Ankara), Orquestra Simfònica de la Ciutat d'Asunción (Paraguai), Orquestra de Cambra de Vilnius (Lituània), Orquestra Simfònica Nacional d'Honduras (Tegucigalpa), Orquestra Simfònica de Chugye, Seoul Classical Players (Seúl) i Orquestra Simfònica de la RTVE (Espanya).
Actualment és la directora titular del Grup Concertant Talía (GCT) i de les seves formaciones musicals: Orquestra Metropolitana de Madrid i Coro Talía, amb temporada estable de concerts a l'Auditori Nacional de Música i, com a responsable del programa pedagògic orquestral del GCT, Madrid Youth Orchestra (MAYO), Orquestra Infantil Jonsui i Talía Mini.
També destaca la seva feina amb orquestres joves com l'Orquestra Simfònica Juvenil d'El Salvador. L'Assamblea Legislativa d'aquest país li va concedir una distinció pel seu "exemple de participació de la dona en espais que contribueixen a erradicar desigualtats a tot el món". Al novembre del 2002 va viatjar a Addis Abeba (Etiopia), convidada per l'ambaixada d'Espanya, per a dirigir el primer concert de l'única orquestra del país després de 40 anys, i va oferir un concert de compositors espanyols i etiopis. L'experiència es va repetir en anys successius.
El febrer del 2010 va dirigir a l'Auditori Nacional d'Espanya la reestrena de l'opereta d'Albéniz The Magic Opal, que feia més d'un segle que no s'interpretava.
Freqüentment participa com a jurat a certàmens de música o com a ponent en conferències i taules rodones relacionats amb pedagagia musical, direcció d'orquestra o el paper de la dona en la música. El 2017 va ser elegida com una de les TOP 100 dones líders a Espanya, iniciativa creada per a impulsar la presència de dones en tots els àmbits. Aquest mateix any va ser guardonada als VII Premis Solidaris a la Igualtat MDE ("Mujeres que cambian el mundo"). És membre fundadora de Mujeres Influyentes de Madrid.

## Discografia
La seva discografia inclou concerts gravats en directe a l'Auditori Nacional de Madrid al capdavant de l'Orquestra Metropolitana i el Cor Talía: Ein deutsches Requiem de Brahms (2011), In the mood (2011), Noche de soul (2012), Talía in concert: movies & soul (2013); Singing Europe (2014); Simfonia núm. 9 de Beethoven (2016). Altres gravacions són: Una Kasida, del compositor espanyol Conrado del Campo, amb l'Orquestra de RTVE (2011) i contes musicals de la sèrie Kekeñas Krónikas, del compositor Alejandro Vivas. Ha col·laborat també en la gravació de las bandes sonores del mateix autor per a les pel·lícules La conjura de El Escorial (2008) i El jugador de Ajedrez (2017), premiada aquesta última en diversos festivals internacionals de cinema.